# Apraxie

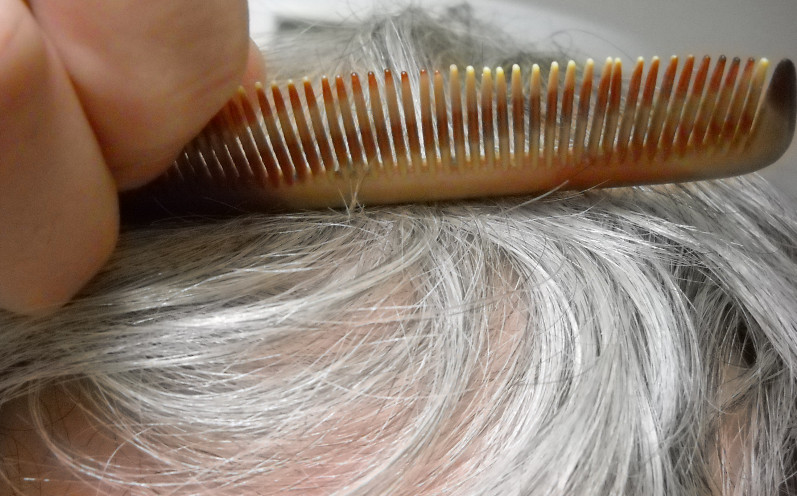
Česání opačnou stranou hřebene

Apraxie je ztráta schopnosti vykonávat koordinované, účelné a naučené pohyby i přesto, že pacient má fyzickou schopnost takové úkony provést a chce je provádět. To znamená, že existuje rozpor mezi myšlenkou (pacient ví, co by měl udělat) a skutkem (pacient postrádá kontrolu své činnosti). Jde o onemocnění, při kterém pacienti mají výrazné potíže provést určité úkony, když jsou k tomu vyzváni, ale mohou je učinit spontánně bez vyzvání.
Je třeba ji odlišovat od dyspraxie, která patří mezi specifické poruchy učení (jde o vývojovou poruchu motorických funkcí definovanou jako postižení či nezralost v plánování a organizaci pohybů, nikoliv o ztrátu dříve naučených akcí, jako je tomu u apraxie).

## Historie
Pojem vytvořil německý neurolog H. Steinthal roku 1871. Léta 1900 popsal apraxii mladý německý neurolog H. M. Liepman. Šlo o popis jediného pacienta, osmačtyřicetiletého císařského úředníka R. T.; z tohoto popisu se vychází dodnes.

## Projevy
Apraxie se může projevit např. tak, že pacient není schopen dotknout se levého ušního boltce či špičky nosu; nedokáže si připravit instantní polévku; neumí namalovat obrázek v perspektivě; při kreslení určité věci nenakreslí nezbytné důležité části (např. kola automobilu).

## Klasifikace
Jsou známy různé druhy apraxie:
- koncepční (ideativní) apraxie – projevuje se jako ztráta schopnosti naplánovat a slovně vyjádřit posloupnost různých procesů, nutných k provedení akce (když např. požádáte pacienta, aby popsal jednotlivé sekvence přiložení lžíce k ústům jak jdou správně po sobě, nesplní úspěšně tento úkol),
- konstrukční apraxie – porucha vnímání prostoru, zabraňuje např. správně nakreslit výkres jednoduchého geometrického obrazce,
- ideomotorická apraxie – pacient naplánuje akci, ale provedení není správné, např. kartáček vloží do úst opačně,
- řečová apraxie – porucha schopnosti správně vykonávat volní artikulační pohyby.

Mezi speciální druhy patří např. múzická apraxie, tedy neschopnost vykonávat určité pohyby při hře na hudební nástroj.

## Diagnostika
Pro testování se používají metody jako je přiřazování čísel a písmen, napodobování různých gest, použití imaginárních objektů (hřeben na česání vlasů, kartáček na čištění zubů, nůž na krájení chleba atd.), různé pohyby ústy (sfouknutí imaginární svíčky, napodobování kašle atd.).

## Etiologie
Ideomotorická apraxie je téměř vždy způsobena lézí dominantní mozkové hemisféry (obvykle levé) a bývá často pozorována u pacientů současně s Brocovou afázií. Také může být způsobena lézí v corpus callosum (nervové spojení hemisfér).

## Terapie
Obecně platí, že léčba u pacientů s apraxií zahrnuje neuropsychologii, fyzioterapii, logopedii a intravenózní imunoglobulin (IVIG). Pokud je apraxie příznakem jiného onemocnění (obvykle neurologického), mělo by toto onemocnění být léčeno jako první.